# Хосоло-Гваза-Джере
Хосо́ло-Гва́за-Дже́ре (англ. Khosolo Gwaza Jere) — традиційна громада у складі дистрикту Мзімба Північного регіону Малаві.
Населення — 56973 особи (2018).